# Karvasy Ágoston
Karvasy Ágoston (Győr, 1809. május 1. – Bécs, 1896. január 21.) magyar jogtudós, államtudós, közgazdász, a Magyar Tudományos Akadémia levelező tagja. A reformkori magyar állam- és közgazdaság-tudomány haladó szemléletű, úttörő alakja volt, nevéhez fűződnek az e témakörökben megjelent első magyar nyelvű összefoglalások.

## Életútja
Jogi tanulmányait szülővárosában, a Győri Jogakadémián fejezte be 1828-ban. Ezt követően Pesten helyezkedett el joggyakornokként, majd 1830-ban letette az ügyvédi vizsgát, és magánpraxist indított. 1832-ben a Pesti Egyetemen jogtudományi doktori oklevelet szerzett. 1835-ben előbb a Nagyváradi, majd 1838 és 1848 között a Győri Jogakadémián oktatott mint a politikai tudományok és a magyar váltójog tanára. 1849-ben a Pesti Egyetemre nevezték ki a politikai tudományok rendes tanárává. 1868-as nyugdíjazásáig oktatott az egyetemen, 1864–1865-ben a jog- és államtudományi kar dékáni tisztét is betöltötte. 1868-ban érdemei elismeréseként királyi tanácsosi címet kapott, s hátra lévő éveit visszavonultságban élte le Bécsben.

## Munkássága
Elsősorban jogtudós volt, de sokrétű tudományos érdeklődése kiterjedt az állam-, a közigazgatás- és a közgazdaság-tudomány területére is. A politikatudomány első magyar nyelvű művelői közé tartozott, ám a 19. század e korai szakaszában politikatudomány alatt valójában a kameralisztikát értették, amely magában foglalja a pénzügy, a közigazgatás, az igazságszolgáltatás, a rendészet, a népesedés-, művelődés-, oktatás- és egészségügy-politika államigazgatási kereteinek, jogi vonatkozásainak vizsgálatát. Szalay László és Kornis Károly államtudományi és jogfilozófiai elgondolásain továbbindulva Karvasy annak lehetőségeit vette sorra, miként lehet az állam működésének, a közrend fenntartásának biztosítékait az alkotmányban és a jogrendszerben lefektetni. Írásaiban a képviseleti demokrácia mellett tört lándzsát, s noha az állam működését a cenzus gondos meghatározásával látta megvalósíthatónak, az elgondolásaiban rejlő részletek korát meghaladóan mutattak előre a demokratikus polgári fejlődés irányába (pl. népképviseleti jogalkotás, általános tankötelezettség, állami szerepvállalás a népesedés- és szociális politikában). 1847-ben elhangzott akadémiai székfoglalója is e témakörben, A nemzeti képviseletről címmel hangzott el.
Közgazdaságtani írásaiban elsősorban Adam Smith, Friedrich List és Wilhelm Roscher hatása érződik. E témakört is elsősorban jogi, államtudományi szempontból közelítette meg, azaz politikai gazdaságtani – vagy korabeli szóval státusgazdasági, nemzetgazdászati – eszmefuttatásaiban arra kereste a választ, milyen, a jogrendszerben biztosított állami és politikai intézmények szükségeltetnek a nemzeti vagyon megőrzéséhez és az államháztartás növeléséhez. Elmélete szerint a közvagyon három alappillére: a természet javait tőke (itt: termelőeszköz-állomány és infrastruktúra) segítségével felhasználó és használati vagy csereértékké formáló szervezett munka. Részletesen is foglalkozott az egyes gazdasági ágazatok (mezőgazdaság, ipar, kereskedelem) optimális termelési szerkezetével és társadalmi hátterével, következetesen elégtelennek ítélve meg a feudalizmus intézményeiben rejlő gazdasági lehetőségeket és ösztönzőerőt (privilégiumok, adók, védővámok, céhszervezet, szállítási infrastruktúra és pénzügyi intézményrendszer hiánya stb.). Behatóan tanulmányozta a megtermelt javak elosztásának, a kereslet és a fogyasztás serkentésének módozatait, az ár- és bérpolitikával kapcsolatos elméleti fejtegetéseiben azok gyakorlati (gazdaságpolitikai) alkalmazására is figyelmet fordított. Emellett áttekintette a korábbi századok és saját kora uralkodó gazdaságtudományi nézeteit, a merkantilizmustól a fiziokratizmuson és a szabadversenyes kapitalizmuson át a – Marx és Engels előtti – kommunizmusig és szocializmusig.
Fontos szerepet játszott a magyar jogi és közgazdasági szaknyelv kialakulásában, 1843–1844-ben megjelent államtudományi műve (A politicai tudományok rendszeresen előadva), valamint 1861-ben kiadott közgazdaságtani munkája (Népszerű nemzetgazdaságtan) az első, teljes áttekintést adó magyar nyelvű monográfiák voltak e témakörökben. Nyugdíjaséveiben összehasonlító nyelvészettel is foglalkozott, kéziratban maradtak az 1870-es–1880-as években készült többnyelvű szótárai, amelyekben az angol, francia, olasz és német nyelvek etimológiai és alaktani szempontból rokonítható szavait adta közre.
Több kiadást megért összefoglaló monográfiái mellett írásai az Akadémiai Értesítő, a Jogtudományi Közlöny és a Törvényszéki Csarnok folyóiratokban jelentek meg.

### Szervezeti tagságai és elismerései
Tudományos eredményei elismeréseként 1846-ban a Magyar Tudós Társaság levelező tagjává választották.

### Főbb művei
- A politicai tudományok rendszeresen előadva I–III. Győr, Streibig, 1843–1844, 163 + 158 + 91 p.
- A magyar váltójog. Győr, Streibig, 1846, 166 p.
- A közönséges váltórendszabály.  Buda, 1850, 48 p.
- A váltójog főleg kereskedési és ipartanodák számára. A közönséges váltórendszabály és a még fennálló magyar váltótörvények szerint. Pest, Heckenast, 1852, 43 p.
- Népszerű nemzetgazdaságtan, a mívelt rendek szükségeihez alkalmazva. Pest, Emich, 1861, 298 p.
- Az államháztartási vagyis pénzügyi tudomány. Pest, Emich, 1862, 207 p.
- A közrendészeti tudomány. Pest, Emich, 1862, 162 p.; 2. Kiadás, Pest, Emich, 1866
- Az alkotmányi és az igazságügyi politika. Pest, Emich, 1862, 158 p.
- A váltójogtan. Pest, Heckenast, 1862, 172 p.
- A magyar váltójogi eljárás. Pest, Heckenast, 1864, 128 p.
- Az ausztriai általános polgári törvénykönyv. Pest, Eggenberger, 1870, 349 p.